# Tekken Revolution
Tekken Revolution (яп. 鉄 拳 レ ボ リ ュ ー シ ョ ン Теккен Реборю: сён — консольна гра в жанрі файтинг [Архівовано 21 квітня 2019 у Wayback Machine.], розроблена і випущена Bandai Namco Entertainment. Гра була ексклюзивом для консолі PlayStation 3, і була доступна для завантаження в PlayStation Store. Це друга гра в серії (перша Tekken Card Tournament), яка поширювалася методом free-to-play. Гра вимагала постійного підключення до інтернету. У 2017 р. 21 березня припинилася підтримка гри та ігрові сервери стали недоступні.

## Ігровий процес
У Tekken Revolution був реалізований новий метод гри, проте в цілому ігровий процес не змінився і схожий на попередні ігри серії. У гру додані два нових типи прийомів: особливі й критичні; у кожного персонажа по чотири критичні прийоми та один особливий. Критичні удари завдають більшої шкоди, ніж звичайні атаки, а особливі — дають тимчасову невразливість і завдають великої шкоди. Кожен критичний прийом супроводжується індивідуальним ефектом. В оновленні від 16/24 липня ефекти були прибрані, і єдиним чином повернути їх назад, стала їх покупка в PlayStation Store. Також, на відміну від інших ігор серії, стало можливим підвищувати окремі характеристики персонажів. Загалом їх три:
- Сила (англ. Power) збільшує втрати від атак
- Витривалість (англ. Endurance) збільшує кількість очок життя
- Енергія (англ. Vigor) збільшує можливість виникнення критичного прийому.

У міру проходження гри гравець заробляє очки досвіду, завдяки яким можна переходити на новий рівень (система схожа з системою рангів). По досягненню нового рівня, з'являється можливість підвищити здатності персонажів на чотири позначки. Щоб підвищити характеристики персонажа, гравець повинен витрачати ігрові гроші. Проте кожного разу «вартість» таких поліпшень збільшується. Одну характеристику можна оновлювати 200 раз. Також існують Напої скидання (англ. Reset Drinks), які дозволяють скинути підвищені характеристики і повернути собі витрачені на підвищення очок досвіду, які можна витратити на підвищення інших характеристик. Напої скидання можна купити в PlayStation Store.
У грі присутній стандартний аркадний режим (англ. Arcade Mode), де гравці б'ються з персонажами під управлінням штучного інтелекту, Режим розминки який являє собою звичайний режим тренування, де гравець може відточити свої навички і переглянути список прийомів персонажа, онлайн режими (англ. Online Vs) рангові бій (англ. Rank Match) і схожі гравці (англ. Player Match), які дозволяють гравцям битися один з одним через інтернет, а також меню PlayStation Store, де гравці можуть купити різні доповнення, такі як Напої скидання, елітні монети, костюми для персонажів і оригінальні ефекти для критичних атак.
Також гра використовує нову для серії систему монет, яка використовується для участі в боях. Кожна монета видобувається по різному, проте більшість з них накопичуються після закінчення певної кількості часу. Після досягнення максимальної кількості монет, вони перестануть нараховуватися, поки хоча б одна не буде витрачена. Всього в грі три монети і один квиток:
- Аркадна монета (англ. Arcade Coin) — використовується для гри в аркадному режимі. За кожну годину нараховується одна аркадна монета. Усього може бути максимально зароблено дві монети. Одна монета віднімається по завершенні аркадного режиму або програшу в тому ж режимі.
- Бойова монета (англ. Battle Coin) — використовується для гри в ранговім режимі і режимі схожих гравців. За кожні 30 хвилин гри нараховується одна бойова монета. Усього може бути максимально зароблено п'ять монет.
- Преміум-монета (англ. Premium Coin) — може використовуватися для гри у всіх режимах. Це спеціальні монети, які можуть бути куплені в PlayStation Store. Всього може бути максимально куплено 999 монет.
- Преміум-квиток

### Доступні персонажі
Всього в грі 34 персонажа, вісім доступних з початку гри, двадцять відкриваються і шість неіграбельних боса. Хейхаті і Дзінпаті з'являються до бою з величезний, як в TTT2, проте оскільки в  Tekken Revolution  відсутня таг функція, з'являється або Хейхаті, або Дзінпаті. Розробники також заявили, що в майбутньому буде набагато більше персонажів, які будуть поширюватися як безкоштовно завантажуваний контент.
Доступ персонажам можна отримати, набираючи подарункові окуляри. Вони даються після завершення бою. На нормальної складності в аркадному режимі при перемозі в бою, гравець отримує 10 подарункових очок, за перемогу над фінальним босом — 30, в онлайн-режимах — 100. Для відкриття нового персонажа, гравцеві потрібно набрати певну кількість подарункових очок — 1000, 7000, 30 000, 60 000, 90 000 і т. д. Однак відкриваються персонажі в розкид, тобто без будь-якої послідовності.
| - Аліса Босконовіч - Асука Кадзама - Армор Кінг - Боб Річардс - Брайан Ф'юрі - Джек-6 - Дзин Кадзама - Дзімпаті Місіма - Дзюн Кадзама - Диявол Дзин - Кадзуо Місіма / Диявол - Кінг II | - Кіндзін - Крісті Монтейру - Кума - Куніміцу - Ларс Александерссон - Лео Кліссен - Лі Чаолан - Лілі Рошфор - Лін Сяоюй - Маршалл Ло - Мігель Кабальєро Рохо - Мокудзін | - Огр - Ніна Вільямс - Пол Фенікс - Сергій Драгунов - Стів Фокс - Тецудзін - Фен Вей - Хваран - Хейхаті Місіма - Еліза |

## Розробка
Вперше про розробку гри стало відомо 14 квітня 2013 року, коли австралійська атестаційна комісія OFLC присудила ще неанонсованої на той момент  Tekken Revolution  віковий рейтинг «M». Також на сайті класифікаційного органу було зазначено, що  Tekken Revolution  буде мультиплатформенною грою, що, однак, не підтвердилося. Офіційно гра була анонсована 9 червня 2013 року, і стала доступна для завантаження в PlayStation Store 11 червня в Північній Америці, і 12 червня в Японії і Євросоюзі.
2 липня в гру були додані два нових персонажі — Дзин Кадзама і Лін Сяоюй, на честь мільйона завантажень  Tekken Revolution  в PlayStation Store.
12 липня, розробники відкрили голосування на Facebook, для вибору нових персонажів для  Tekken Revolution. Мета голосування полягала в тому, щоб фанати серії проголосували за одного з десяти персонажів, яких раніше планувалося включити в серію, але з тих чи інших причин від цих ідей відмовилися. У голосуванні були представлені такі персонажі як молода Дівчина-вампір, Наречена-зомбі, Сін Камія з Tekken: Blood Vengeance і т. ін. Голосування завершилося 14 липня; скетчі обраних опитуванням персонажів будуть представлені на San Diego Comic-Con, де розробники разом з продюсером серії Кацухиро Харадою і фанатами серії виберуть кращого персонажа і його скетч, на основі якого буде створюватися персонаж.
16 липня розробники випустили оновлення для японських версій гри (24 липня для Європи і в кінці місяця для Північної Америки), яке включало в себе режим тренування, можливість відключити модифіковані характеристики персонажів в режимі схожих гравців, можливість змінювати рівень складності в аркадному режимі (звичайний, складний, дуже складний), чотирьох секретних босів (Мокудзін, Тецудзін, Кіндзін і золота версія ограни), і двоє нових персонажів — Хваран і Сергій Драгунов, всі противники в аркадному режимі стали з підвищеними характеристиками, а також були додані нові програми для завантаження: Напої скидання, оригінальні ефекти і костюми для персонажів, які можна придбати в PlayStation Store.
19 липня, на San Diego Comic-Con були показані підсумки голосування на Facebook і з трьох переможців персонажів в голосуванні, переможцем стала дівчина-вампір; друге місце посіла Дівчина з «Tekken Force»; третє — Сін Камія. Як бонус був показаний скетч Наречені-зомбі, яка посіла четверте місце. Також було оголошення, що скоро в гру будуть додані нові костюми, арени, персонажі, преміум-ефекти і режим кастомізації.
З 2 по 4 серпня в японській та європейській версіях (з 6 по 8 серпня в американській версії) проходило подія під назвою «Фестиваль Мокудзін» (англ. Mokujin Festival) у час якого в гру було додано тимчасовий режим «Натиск Мокудзін» (англ. Mokujin Rush). Для гри в режим були потрібні спеціальні квитки Мокудзін, які можна було заробити в онлайн режимах. За певну кількість перемог над Мокудзінамі давалися певні призи. Так за 5 перемог дається 2 000 подарункових очок, за 10 — 5000, за 20 — 100 000 ігрових грошей, за 30 — 100 000 подарункових очок і т. д. Також була збільшена ймовірність появи Мокудзіна, Тецудзіна і Кіндзіна в аркадному режимі.
9 серпня в гру були додані два нових персонажі: Куніміцу і Диявол Дзин.
22 серпня на офіційній сторінці  Tekken  в Facebook анонсувала нове оновлення, яке стало доступно в вересні. Воно містити нові арени, костюми, преміум-ефекти і чотирьох нових персонажів: Фен Вея, Ніну Вільямс, Мігеля Кабальєро Рохо і Куму. Оновлення стало доступно 6 вересня 2013 роки для японської версії гри, 11 вересня для європейської і 23 вересня для американської.

## Оцінки й думки
| Агрегатор    | Оцінка |
| ------------ | ------ |
| GameRankings | 71,50% |
| Metacritic   | 70/100 |

| Видання  | Оцінка   |
| -------- | -------- |
| Edge     | 6/10     |
| GameZone | 8,0 / 10 |

Tekken Revolution  отримав змішані відгуки. Edge відзначили спробу Namco Bandai довести серію назад до своїх «аркадні» коріння, але критикували гру, назвавши її розведеною версією  Tekken Tag Tournament 2  і її pay-to-win природу.